# Киевский ветеринарный институт
Киевский ветеринарный институт — высшее учебное заведение в Киеве, существовало с 1930 года по 1957 год. Институт готовил специалистов по животноводству и ветеринарии. Образован путем разделения Киевского ветеринарно-зоотехнического института. Существовал до 1957 года, когда был присоединен к Киевской сельскохозяйственной академии и превращен в ветеринарный факультет. В 1930-е годы был одним из крупнейших ветеринарных центров в СССР. В 1941—1944 годах эвакуирован в Свердловск. Немецкими оккупационными властями восстановлен в 1942—1943 годах при участии части преподавателей.

## История

### Создание
Ветеринарный факультет Киевского ветеринарно-зоотехнического института (КВЗИ) был выделен из института в рамках кампании по измельчению и специализации вузов.
Возглавил новообразованный Киевский ветеринарный институт директор Киевского ветеринарно-зоотехнического института Андрей Любченко. 
Параллельно, Зоотехнический факультет КВЗИ был выделен в новый Киевский зоотехнический институт, который в 1934 году переехал в Днепропетровск. При этом, часть преподавательского состава переезжать не захотела и влилась в коллектив Киевского ветеринарного института.
Отделение зоотехнического факультета увеличило количество учебных корпусов и возможность набирать студентов. Так, в 1931—1935 годах проводилось 2 набора студентов в год, при этом на первый курс сразу поступали около 350 студентов. Одновременно учились около 1200 студентов.

### Эвакуация
Во время Великой Отечественной войны около 250 студентов и преподавателей института были эвакуированы в Свердловск и зачислены на ветеринарный факультет Свердловского сельскохозяйственного института.
Среди преподавателей были профессор Николай Вашетко, заведующий кафедрой доцент Петр Лемишко, Владимир Никольский (зав. кафедрой), доценты — Сергей Баженов, Александр Безносенко, К. И. Дмитриев, Николай Синицкий, Николай Кравченко (зав. кафедрой), Роман Чеботарев (зав. кафедрой), преподаватели — П. А. Осинский, М. М. Осьмакова, Ю. Б. Ратнер старший лаборант — М. К. Белецкая,. В 1942—1944 годах выпустились 276 студентов.

### Немецкая оккупация
Немецкими оккупационными властями Ветеринарный институт в Киеве был восстановлен в сентябре 1942 года по приказу ветеринарного отдела Киевского генерального комиссариата. Директором был назначен А. Корсунский. Начали работать первый и второй курс.
Среди профессоров были Е. Сластенко, С. Ярослав, Б. Шершевицкий, С. Крашенников, Е. Фурсенко, И. Грищенко, И. Разгон, П. Гиммельрайх и другие. Институт работал под руководством ветеринарного отдела оккупационного Киевского генерального комиссариата.
Также на базе ветеринарного института в 1943 году был создан ветеринарный НИИ, который возглавили профессор А. Штосc из Мюнхенского университета и профессор А. Корсунский.
Перед взятием Киева советскими войсками институт перевезли в октябре 1943 года в Каменец-Подольский, где он оставался 3 месяца. В январе 1944 его вывезли в Мюнхен, а научную часть — в Кенигсберг.

### Послевоенное время
24 июля в 1944 года институт вернулся в Киев. Помещения главного корпуса, клиник, общежития были разрушены. Силами преподавателей и студентов все разрушенные здания были восстановлены и осенью в 1944 году начались занятия. Значительный вклад в развитие института в эти годы внесли П. М. Лемишко, и Т. П. Слобосницкий, В. К. Чубар, О. Г. Безносенко, Д. Я. Василенко, Ф. Д. Овчаренко, М. А. Кравченко, В. Г. Касьяненко, М. П. Вашетко, Ф. М. Пономаренко, М. Ф. Гулий, И. О. Поваженко, К. И. Гуревич и ддугие.
1 октября 1944 года Киевский ветеринарный институт открылся, на первый курс поступили 200 человек. К началу 1950-х годов ресурсы института были восстановлены.
В 1957 году институт был присоединен к Украинской сельскохозяйственной академии, в качестве отдельного факультета.